# Aveiras de Cima
Aveiras de Cima es una freguesia portuguesa situada en el municipio de Azambuja. Según el censo de 2021, tiene una población de 4669 habitantes.
La población está distribuida por la sede de la freguesia y por los lugares de Casais das Amarelas, Casais da Fonte Santa, Casais Monte Godelo, Casais Vale Brejo, Casais Vale Coelho, Casais das Inglesas, Casais das Comeiras y Casais Vale Tábuas, así como por los barrios satélite de Milhariça y Soldadico.